# Furkotská dolina (národní přírodní rezervace)
Furkotská dolina je národní přírodní rezervace v Tatranském národním parku na Slovensku. Jedná se o údolí Furkotského potoka nacházející se na jižní, slovenské straně Vysokých Tater severně od Cesty svobody jež zahrnuje stejnojmennou dolinu.

## Poloha
Nachází se jižně od Furkotského štítu mezi horskými hřbety Štrbského Soliska a Soliskové kopy. Na jihu dosahuje až k silnici 2. třídy II/537 mezi Jamrichovým rozcestím a Štrbským Plesem, přičemž zahrnuje i jezerní plochu Štrbského plesa. Nachází se v katastrálním území Štrbské Pleso města Vysoké Tatry v okrese Poprad v Prešovském kraji.

## Vyhlášení
Území bylo vyhlášeno v roce 1991 Slovenskou komisí pro životní prostředí na rozloze 842,43 ha. Zároveň byl zaveden 5. stupeň ochrany. Ochranné pásmo nebylo stanoveno.